# Нойштадтль-ан-дер-Донау
Нойштадтль-ан-дер-Донау (нем. Neustadtl an der Donau) — ярмарочная коммуна (нем. Marktgemeinde) в Австрии, в федеральной земле Нижняя Австрия.
Входит в состав округа Амштеттен. Площадь общины составляет 47,90 км², население — 2143 человека (1 января 2021), плотность населения — 45 чел./км². Официальный код — 30521.

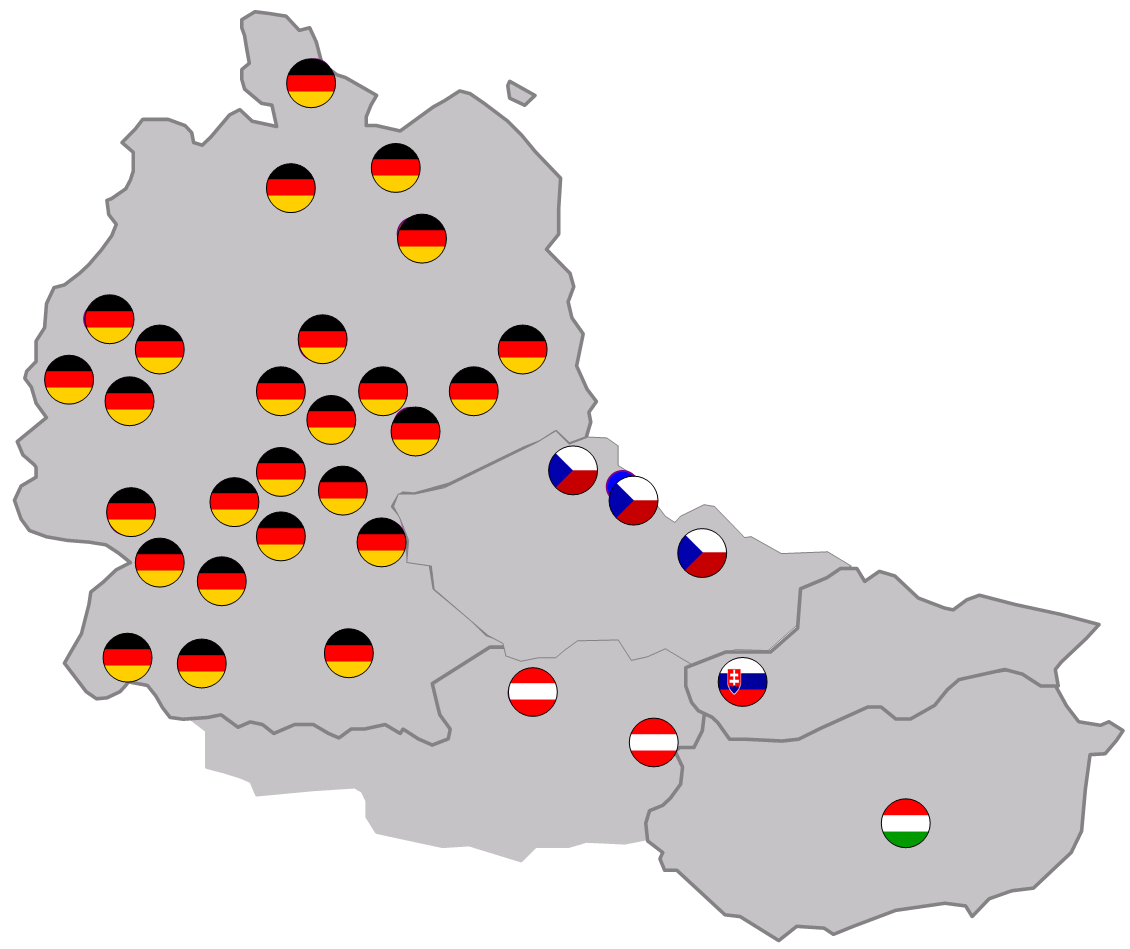
Места под названием Нойштадт в Европе

## Население
| Год  | Численность |
| ---- | ----------- |
| 1869 | 2442        |
| 1889 | 2464        |
| 1890 | 2391        |
| 1900 | 2352        |
| 1910 | 2349        |
| 1923 | 2362        |
| 1934 | 2296        |
| 1939 | 2274        |
| 1951 | 2192        |
| 1961 | 2089        |
| 1971 | 2117        |
| 1981 | 2106        |
| 1991 | 2239        |
| 2001 | 2152        |
| 2011 | 2084        |
| 2021 | 2143        |

## Политическая ситуация
Бургомистр коммуны — Франц Кринер по результатам выборов 2005 года.
Совет представителей коммуны (нем. Gemeinderat) состоит из 21 места.
- АНП занимает 16 мест.
- СДПА занимает 5 мест.